# Hemicordulia tau
Hemicordulia tau là loài chuồn chuồn trong họ Corduliidae. Loài này được Selys mô tả khoa học đầu tiên năm 1871.
Loài này được tìm thấy ở tất cả các vùng của Úc, ngoại trừ phía bắc Queensland và tây bắc Tây Úc.

## Hình ảnh

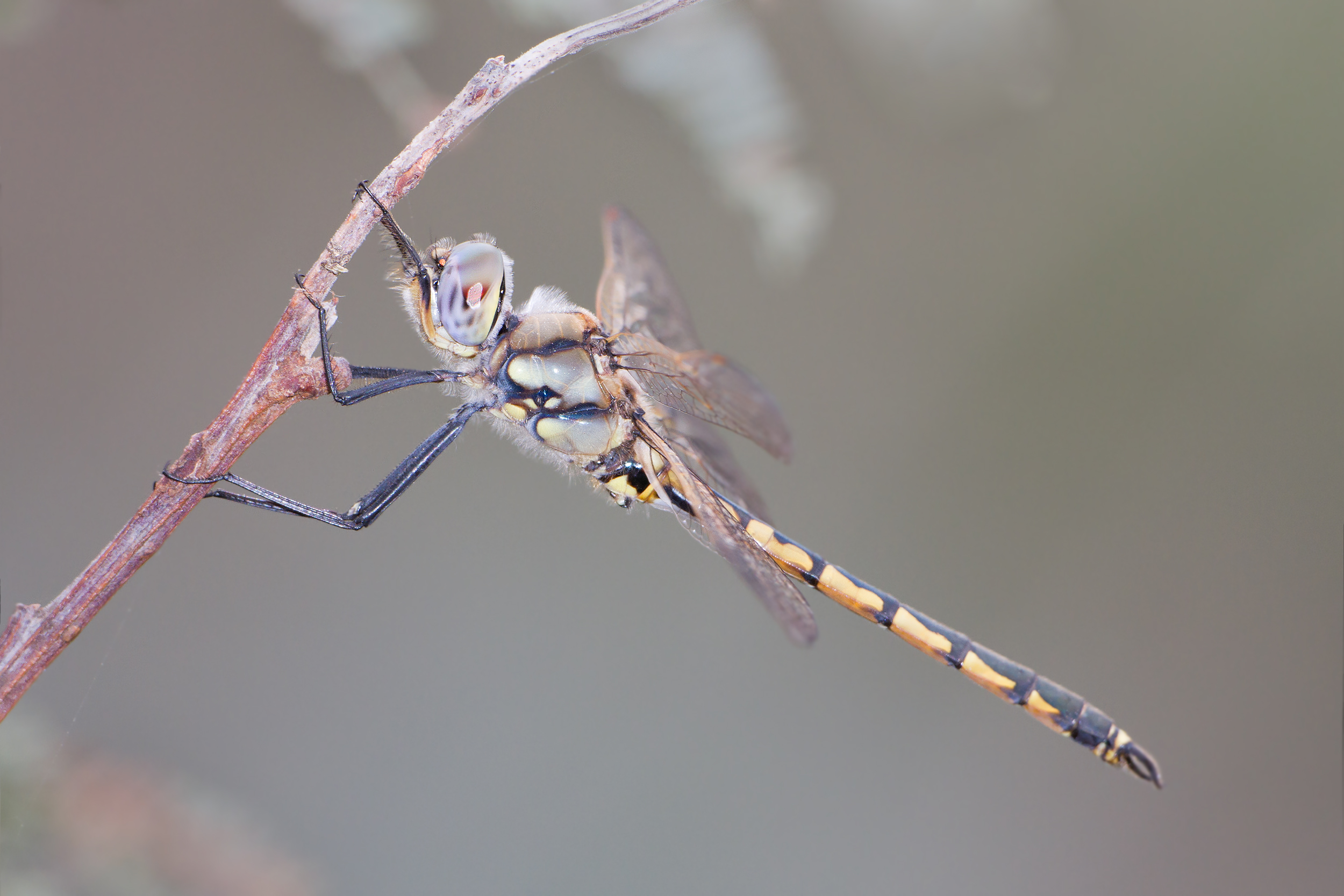
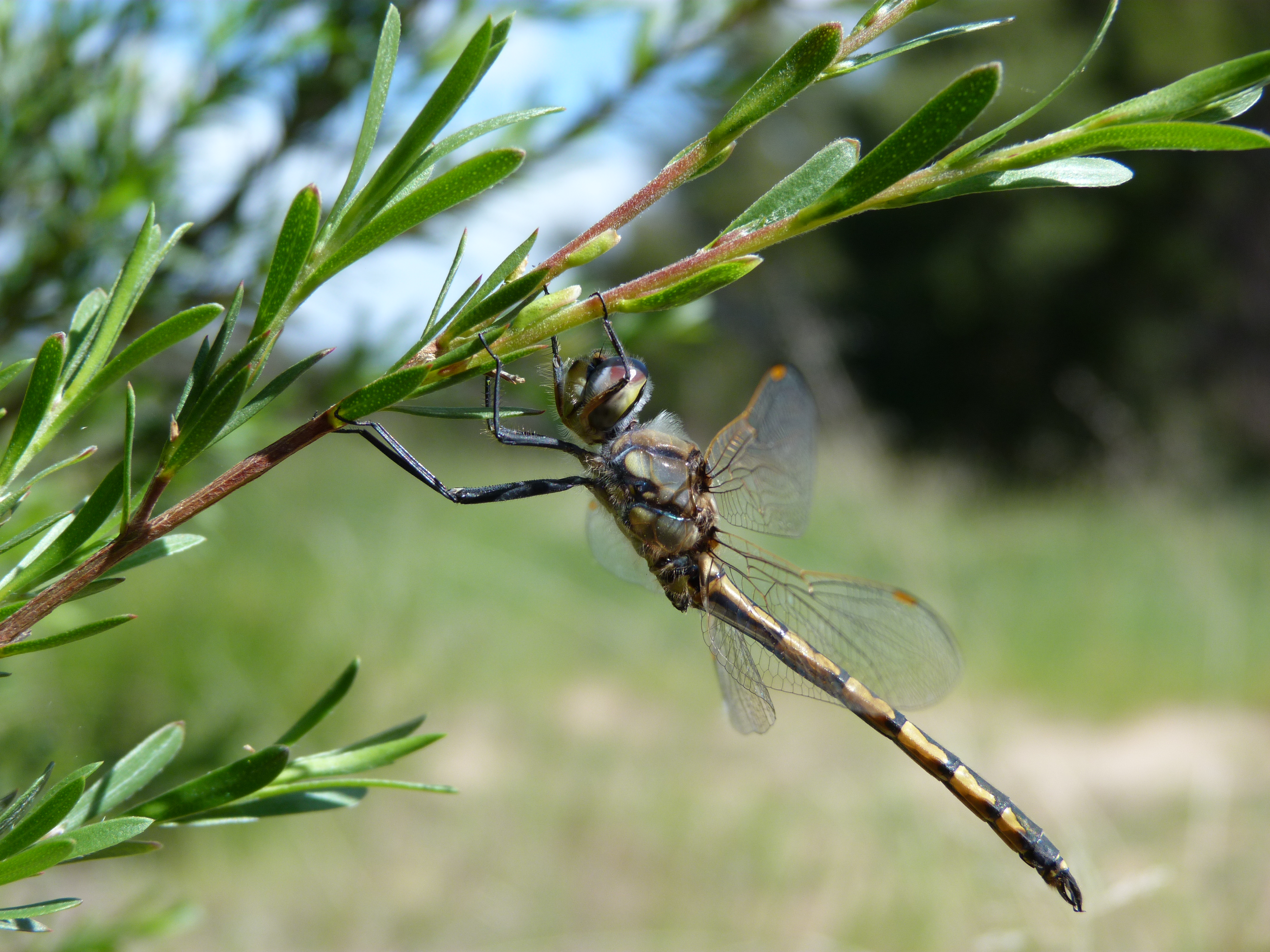
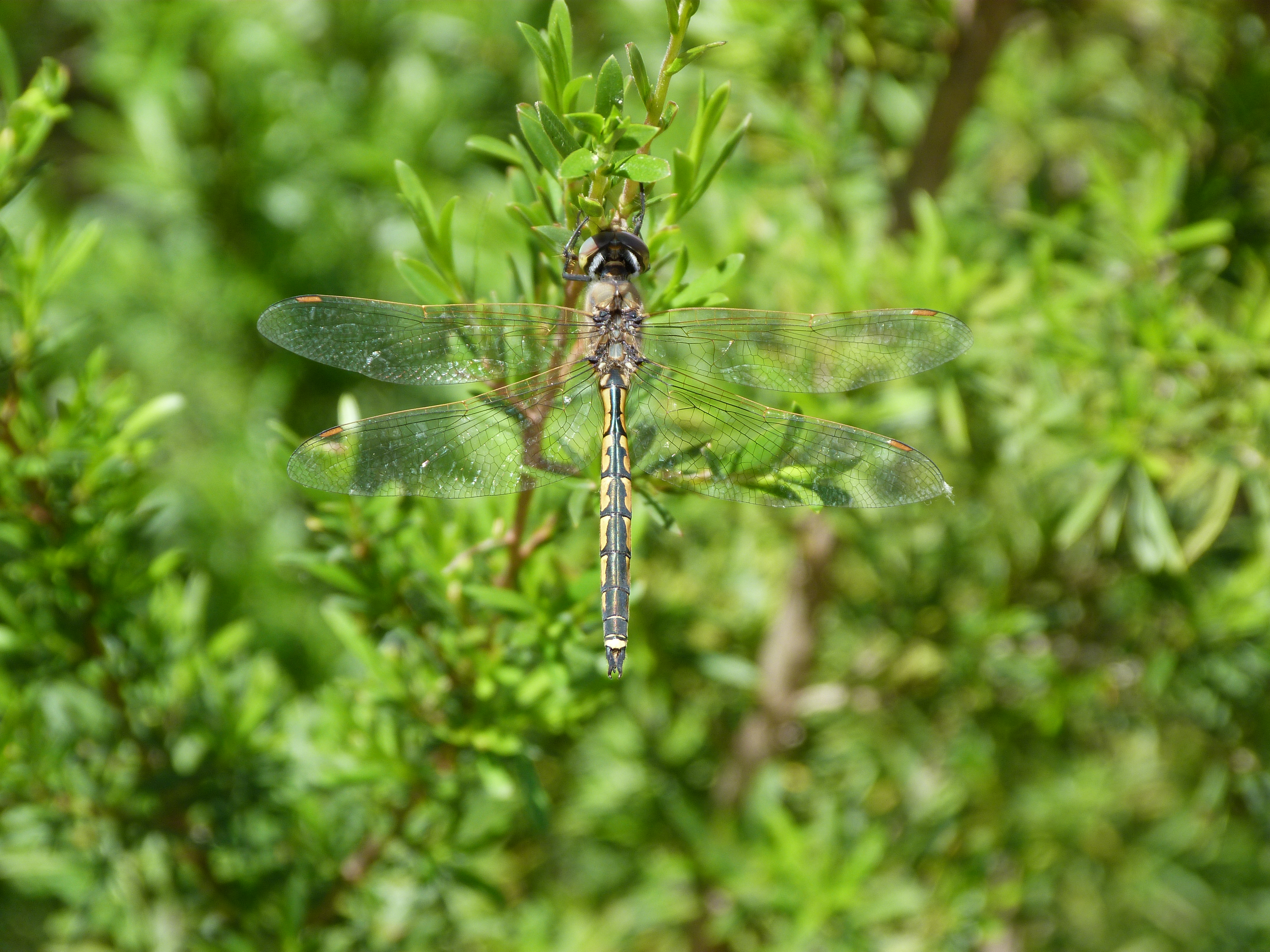
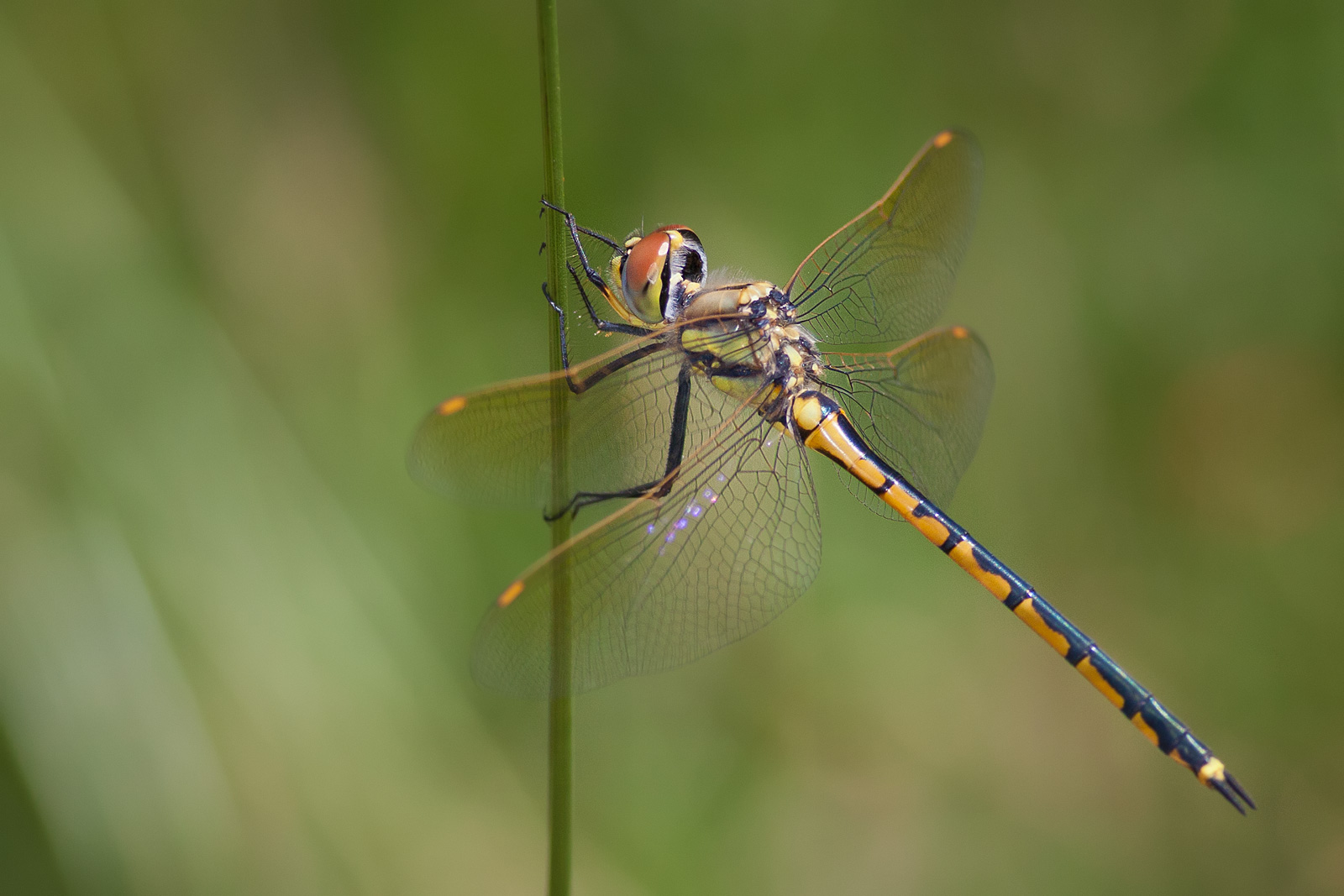